# Kallajjanalu, Bhadravati
Kallajjanalu là một làng thuộc tehsil Bhadravati, huyện Shimoga, bang Karnataka, Ấn Độ.